# دآوگای
دآوگای (به لاتین: Deavgay) یک کوه در روسیه و داغستان است که در شهرستان روتولسکی واقع شده‌است. دآوگای ۴٬۰۱۶ متر بالاتر از سطح دریا واقع شده‌است.